# François Léon Benouville
Pour les articles homonymes, voir Bénouville.
François Léon Benouville, dit Léon Benouville, né le 30 mars 1821 à Paris où il est mort le 14 février 1859, est un artiste-peintre français.

## Biographie
François Léon Benouville naît à Paris le 30 mars 1821. Fils de l'entrepreneur en serrurerie Augustin Benouville (né à Mathieu, dans le Calvados, le 15 juin 1785 ; mort à Neuilly-sur-Seine le 1er mai 1857) et de Jeanne-Françoise Couturier, il est le frère cadet du peintre de paysage Jean-Achille Benouville, qui assure son apprentissage avec François Édouard Picot puis Léon Cogniet. Ses neveux Pierre Louis Bénouville et Léon Benouville seront architectes.
Il débute au Salon de 1838 avec Mercure et Argus. Après avoir obtenu le prix de Rome en 1845, il séjourne à Rome avec son frère et noue connaissance avec le sculpteur Charles Gumery, alors pensionnaire à la villa Médicis. Il se tourne alors vers la peinture religieuse en s'inspirant de l'histoire chrétienne. À son retour en France, il réalise des fresques avec Amaury-Duval à l'église Saint-Germain de Saint-Germain-en-Laye. Il a pour élève Léon Albert Hayon. 
Le 22 mai 1855, il épouse à Paris Sophie Marguerite Beaujanot(1826-1895). Il meurt en son domicile, 79 rue Saint-Lazare dans le 2e arrondissement ancien, le 14 février 1859. Il est inhumé le surlendemain au cimetière de Montmartre et repose dans la 3e division, avenue Cordier.

## Œuvre (liste non exhaustive)

### Collections publiques(par ordre alphabétique de localités)
Aux États-Unis
- Columbus (Ohio), Columbus Museum of Art : Samuel sacrant David (1842)
- New York, Dahesh Museum of Art : Portrait de Leconte de Floris en uniforme de l'armée égyptienne (1840)

En France
- Bourg-en-Bresse, musée de Brou : Portrait de Madame Casimir Montenard (1855)
- Chantilly, musée Condé : Sainte Claire recevant le corps de Saint François d'Assise (1858)
- Lille, palais des Beaux-Arts : Les Deux Pigeons
- Montpellier, musée Fabre : La colère d'Achille (1847)
- Nancy, musée des Beaux-Arts : Femme de Tivoli
- Paris, musée du Louvre :
  - Portrait des trois filles d'Alphonse Jacob-Desmalter (1848)
  - Dispute du Saint-Sacrement (1848-1849)
  - La Communion mystique de Sainte-Catherine de Sienne (œuvre inachevée)
  - fonds d'environ soixante-dix dessins
- Paris, musée d'Orsay :
  - Saint François d'Assise, transporté mourant à Sainte-Marie-des-Anges, bénit la ville d'Assise (1853)
  - Martyrs chrétiens entrant à l'amphithéâtre (1855)

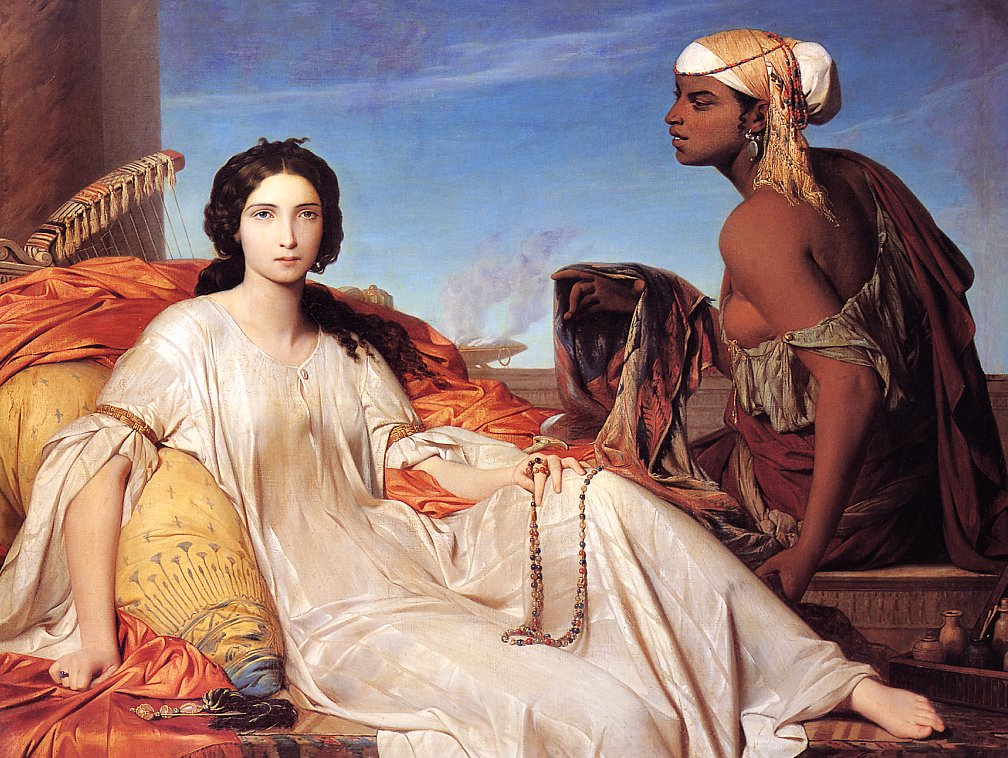
Esther à l'Odalisque (1844).
Pau, musée des Beaux-Arts.

- Paris, École nationale supérieure des Beaux-Arts :
  - La Mélancolie (1843)
  - Jésus dans le Prétoire (1845)
- Pau, musée des Beaux-Arts : Esther à l'Odalisque (1844)
- Rouen, musée des Beaux-Arts : Jeanne d'Arc écoutant les Voix
- Saint-Lô, musée des Beaux-Arts : Cincinnatus recevant les députés du Sénat

Aux Pays-Bas
- - Amsterdam, Rijksmuseum :
    - dessins, dont ceux du legs Carel Joseph Fodor
    - Nicolas Poussin sur le rivage du Tibre (1856)

### Localisation indéterminée
- L'ombre d'Achille apparaissant aux Grecs (années 1840)
- Portrait de Paul Baudry - mine de plomb sur papier (1851)
- Pilate se lavant les mains

Peintures de Léon Benouville
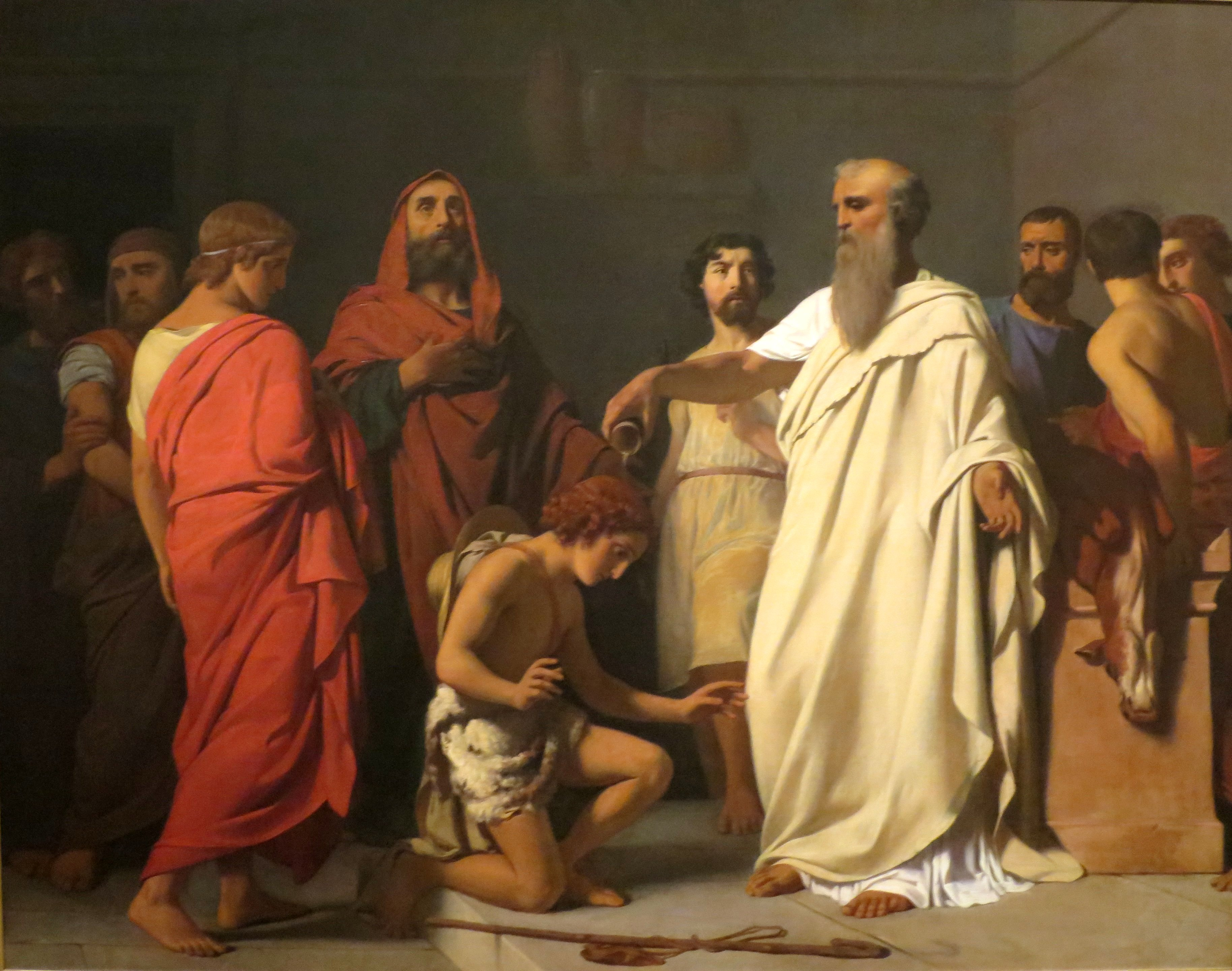
Samuel sacrant David (1842). Columbus, museum of Arts.
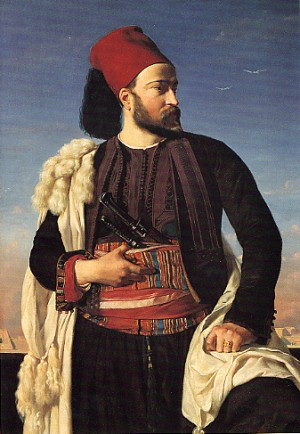
Portrait de Leconte de Floris en uniforme de l'armée égyptienne (1840). New York, Dahesh museum of Arts.
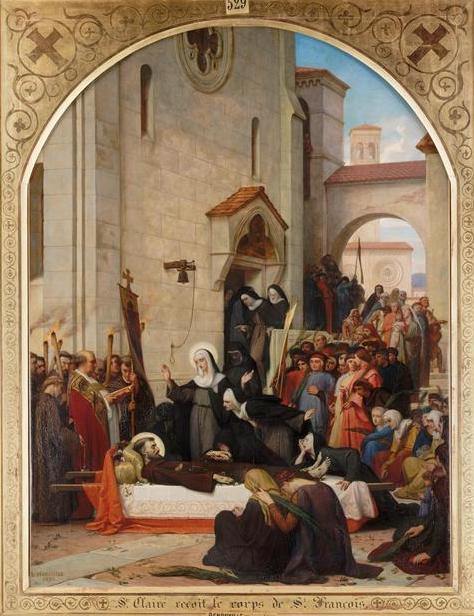
Sainte Claire recevant le corps de Saint François d'Assise (1858). Chantilly, musée Condé.
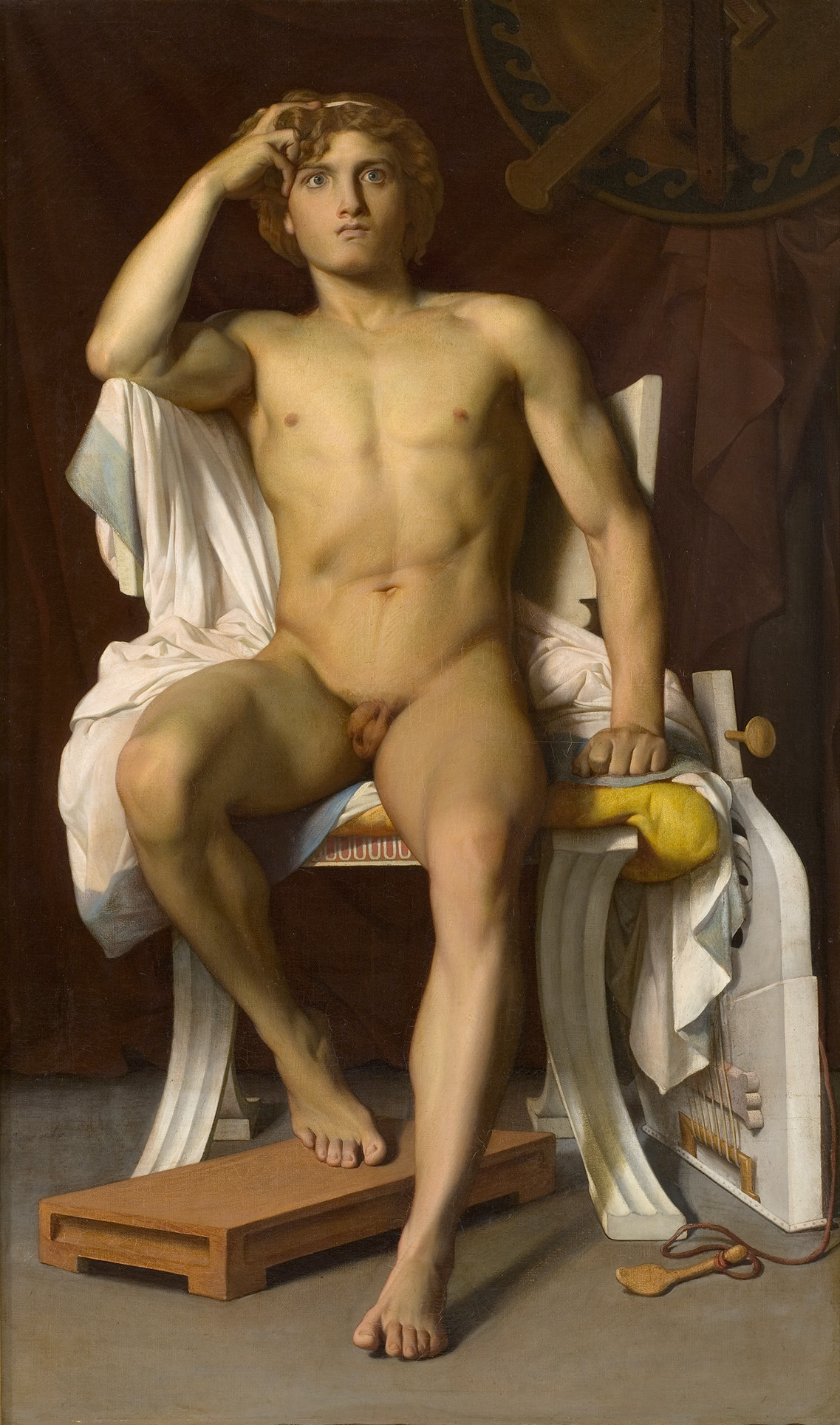
La colère d'Achille (1847). Montpellier, musée Fabre.
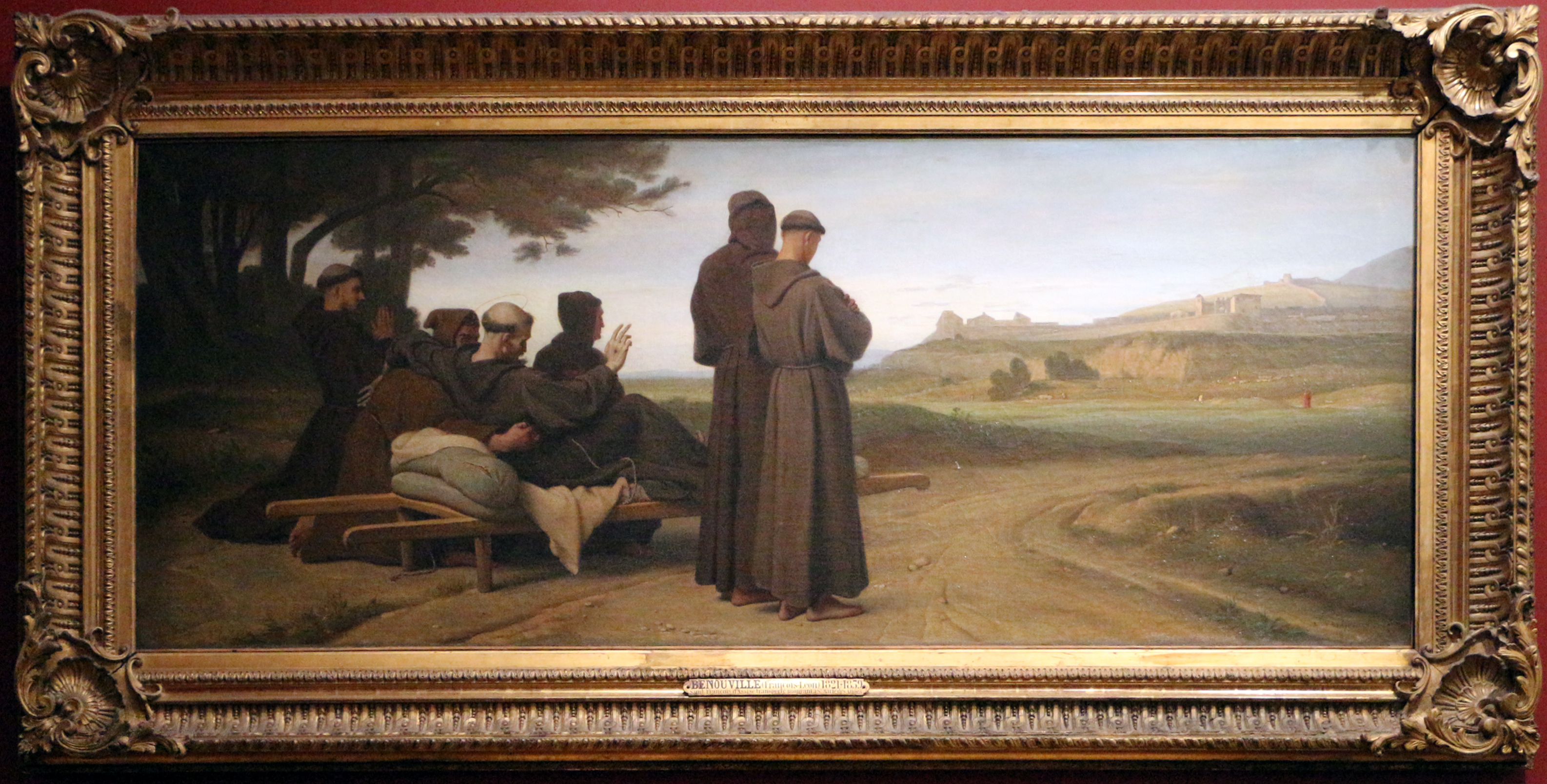
Saint François d'Assise, transporté mourant à Sainte-Marie-des-Anges, bénit la ville d'Assise (1853). Paris, musée d'Orsay.
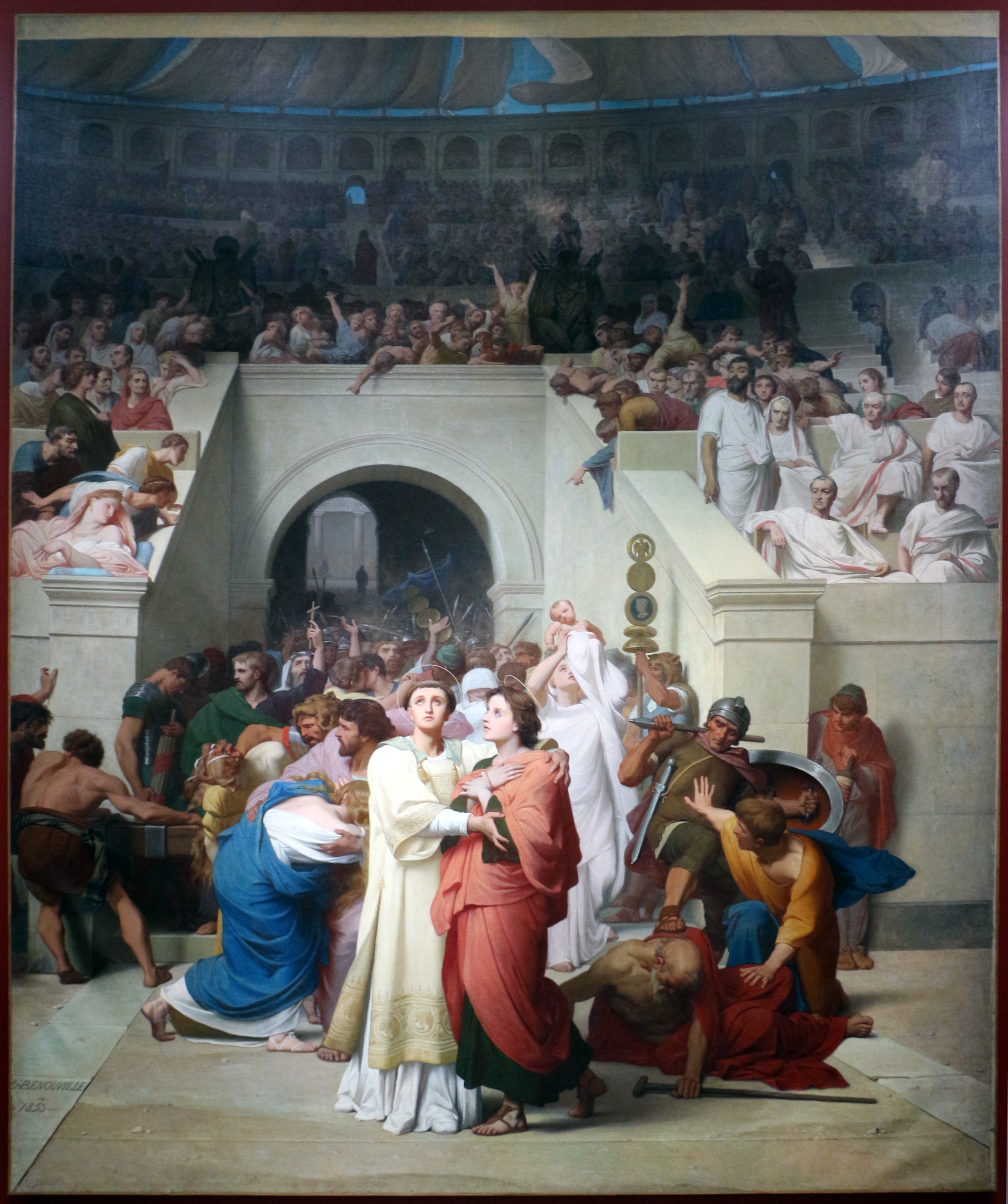
Martyrs chrétiens entrant à l'amphithéâtre (1855). Paris, musée d'Orsay.
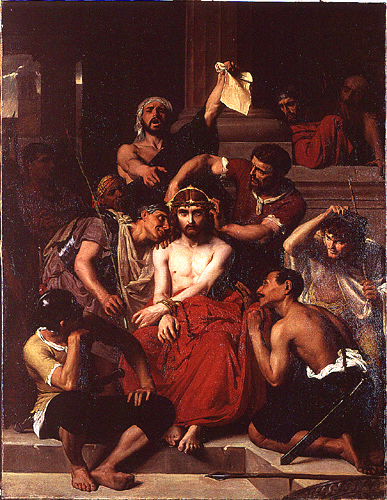
Jésus dans le Prétoire (1845). Paris, École nationale supérieure des Beaux-Arts.
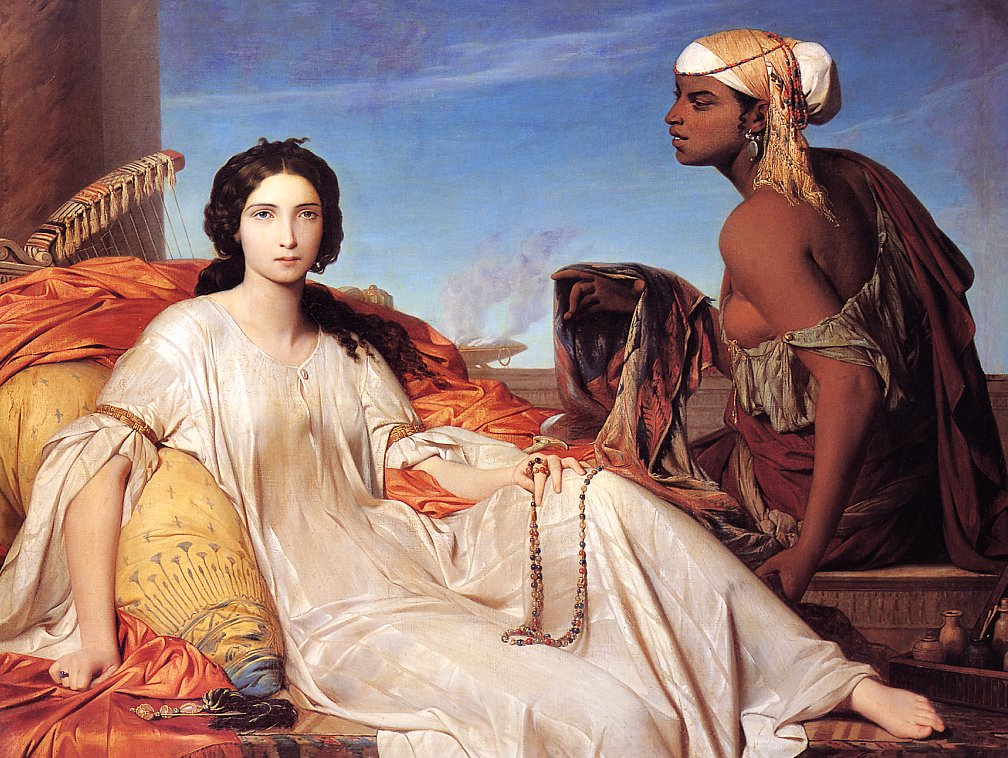
Esther à l'Odalisque (1844). Pau, musée des Beaux-Arts.
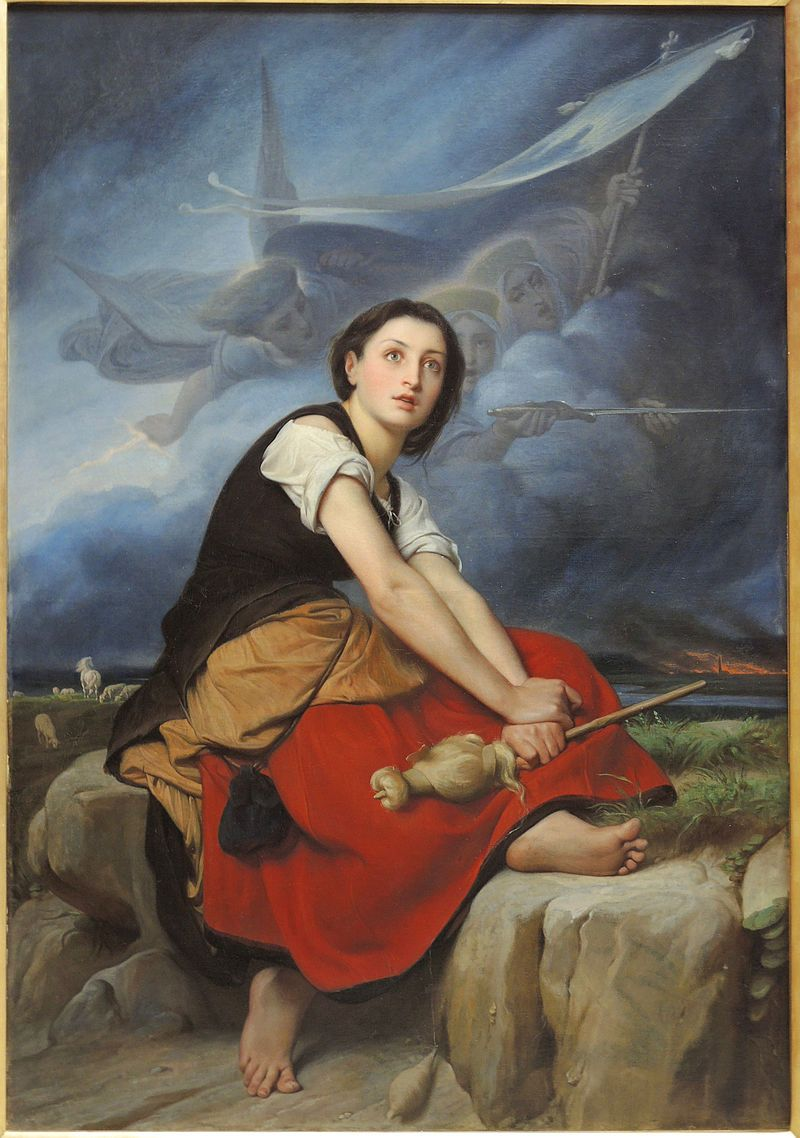
Jeanne d'Arc écoutant les Voix. Rouen, musée des Beaux-Arts.
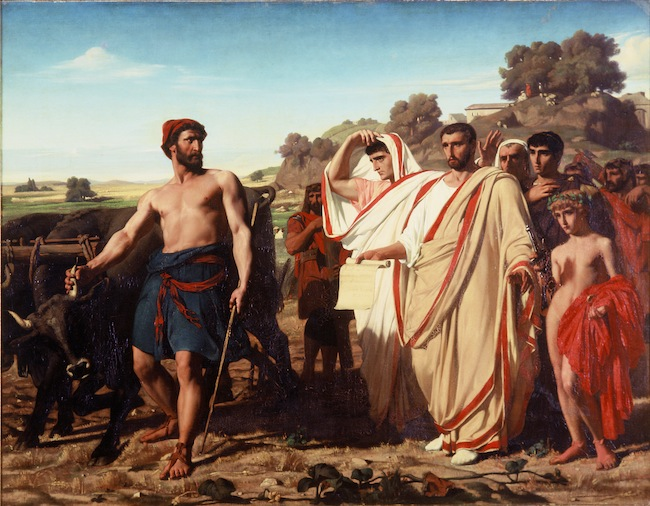
Cincinnatus recevant les députés du Sénat. Saint-Lô, musée des Beaux-Arts.
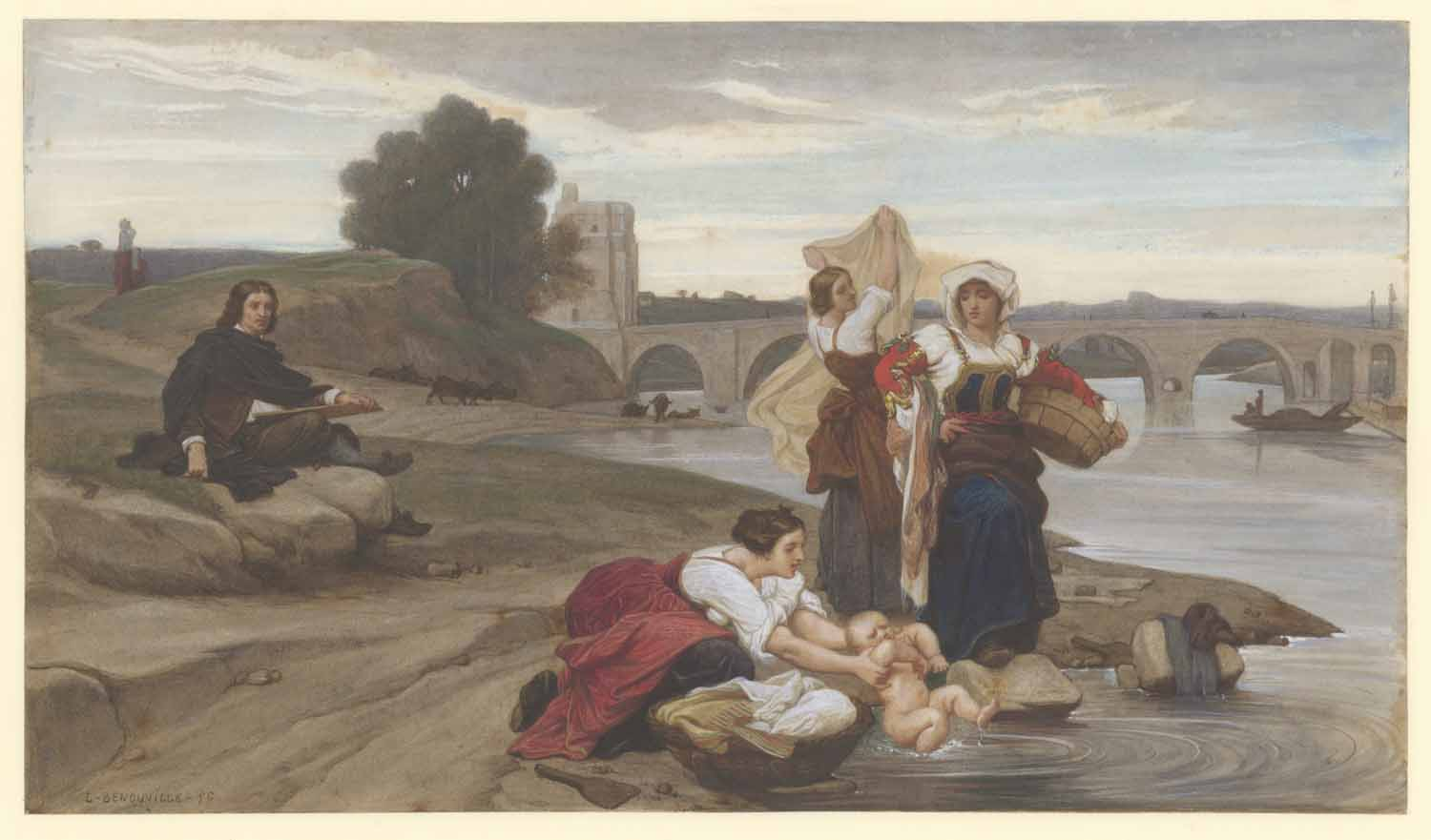
Nicolas Poussin sur le rivage du Tibre (1856). Amsterdam, Rijksmuseum.
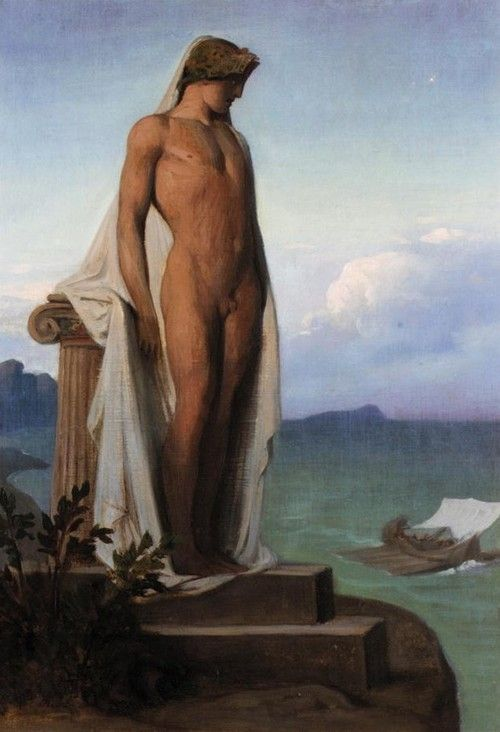
L'ombre d'Achille apparaissant aux Grecs. Localisation indéterminée.
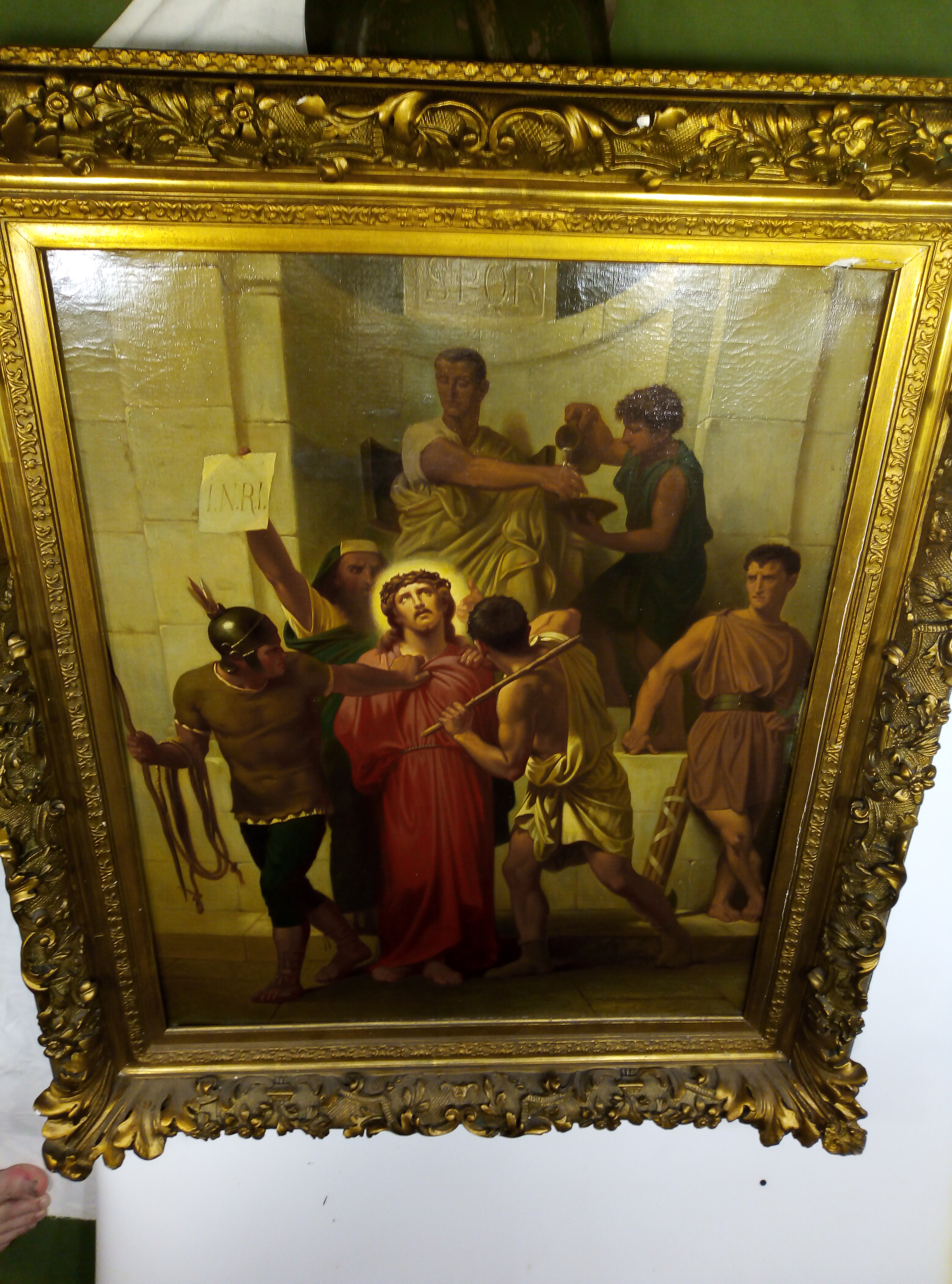
Pilate se lavant les mains. Localisation indéterminée.

Dessins de Léon Benouville
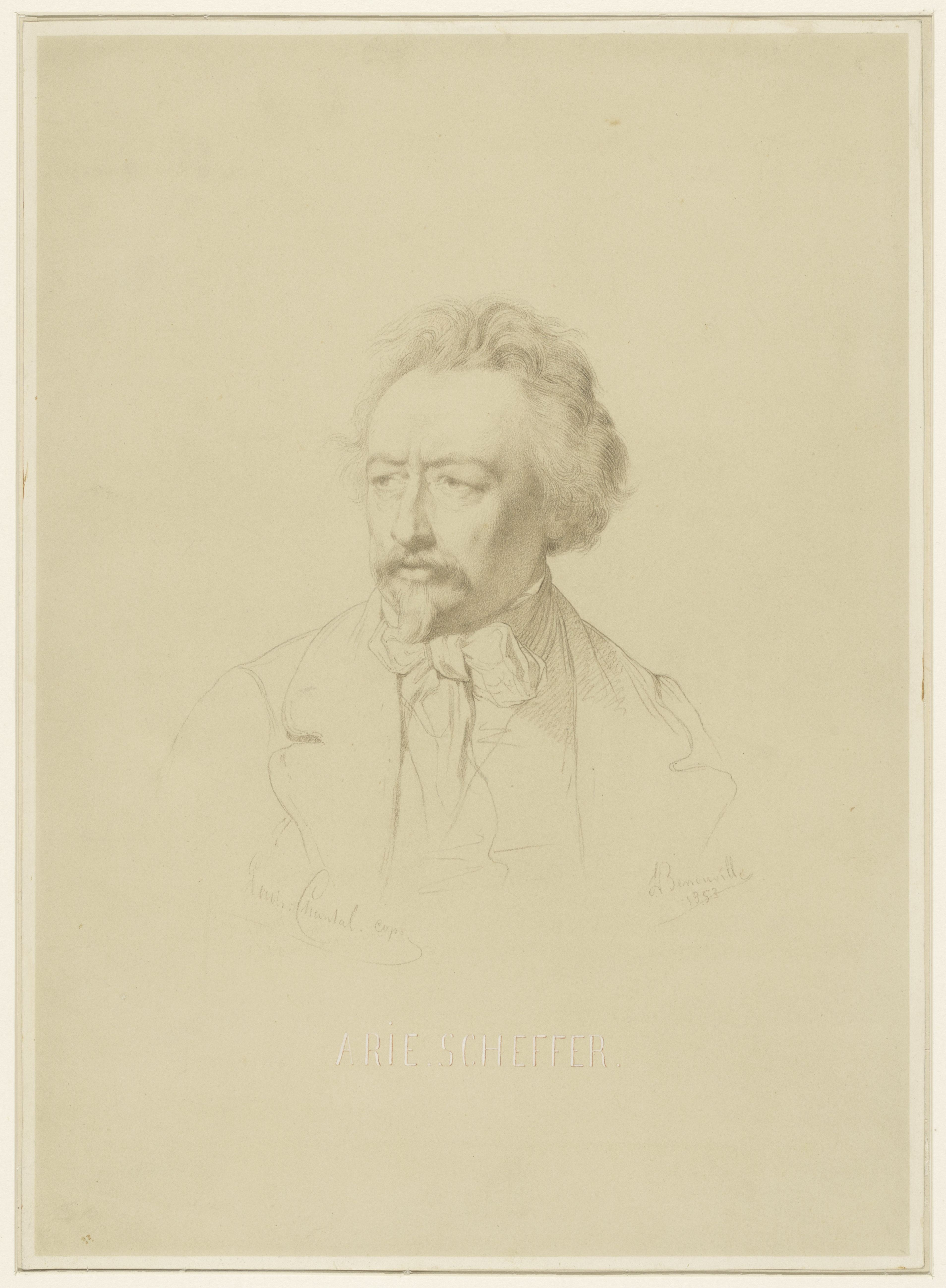
Portrait d'Ary Scheffer (vers 1832). Amsterdam, Rijksmuseum.
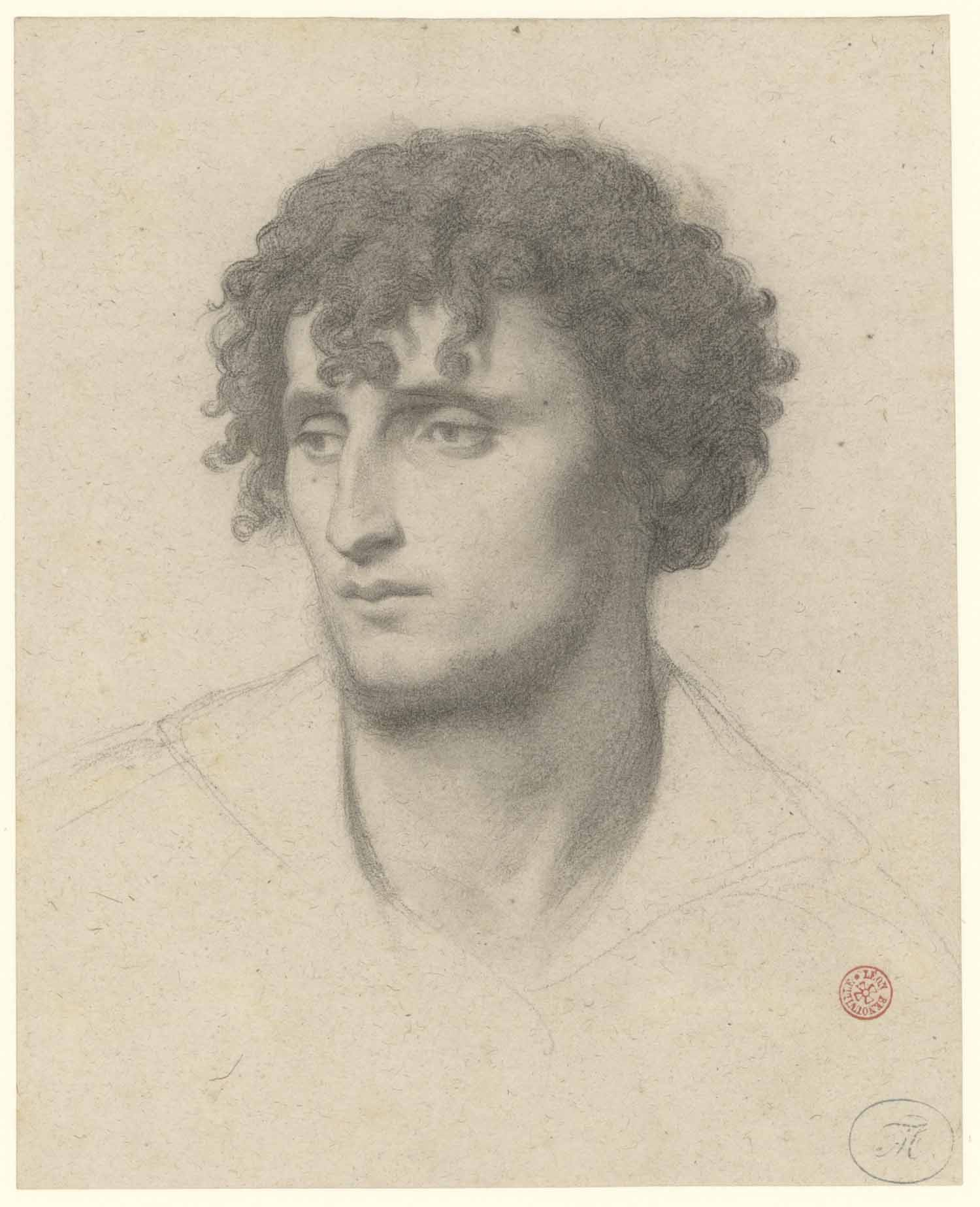
Tête de jeune homme (vers 1840). Amsterdam, Rijksmuseum.
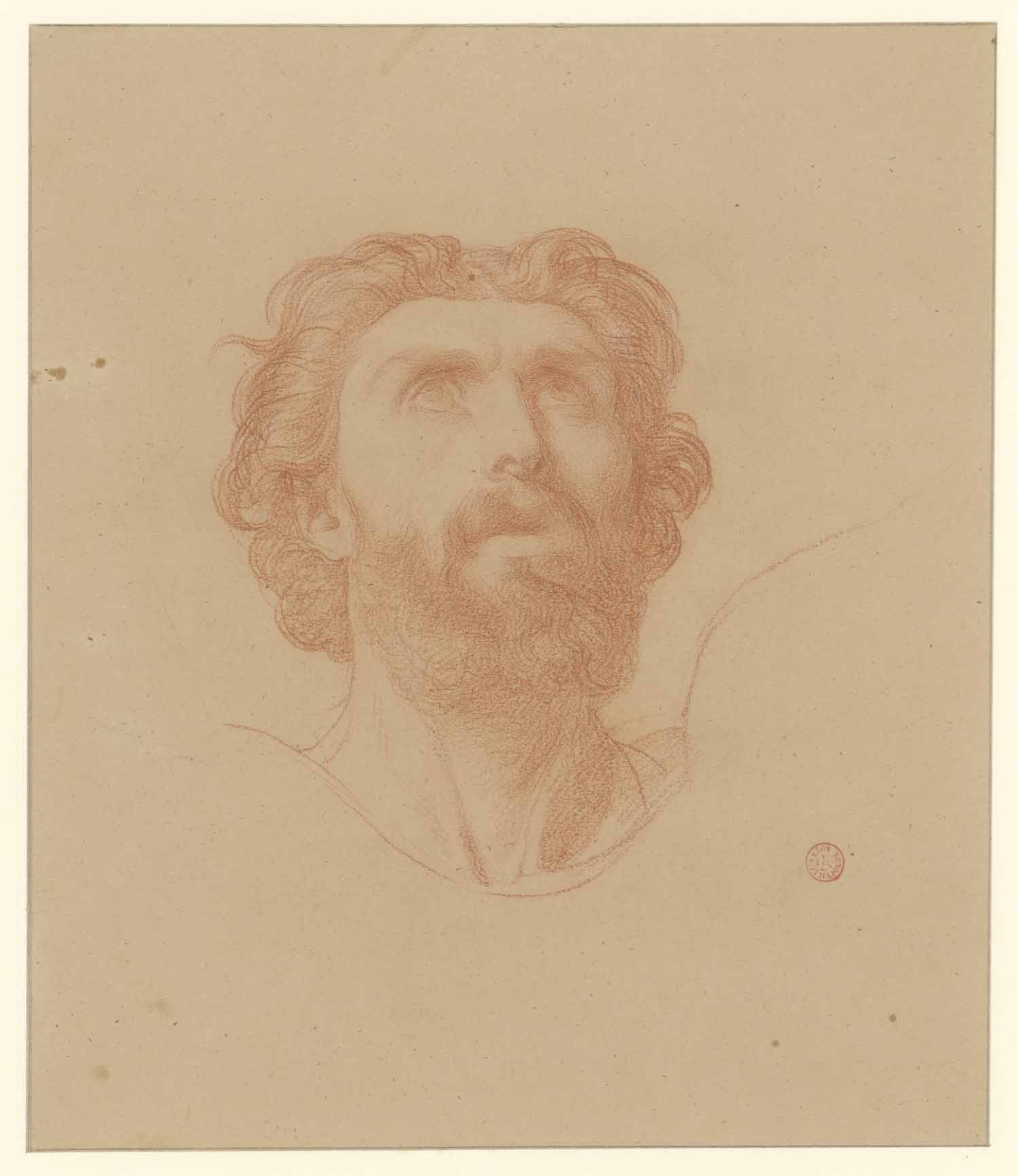
Tête d'homme (vers 1840). Amsterdam, Rijksmuseum.
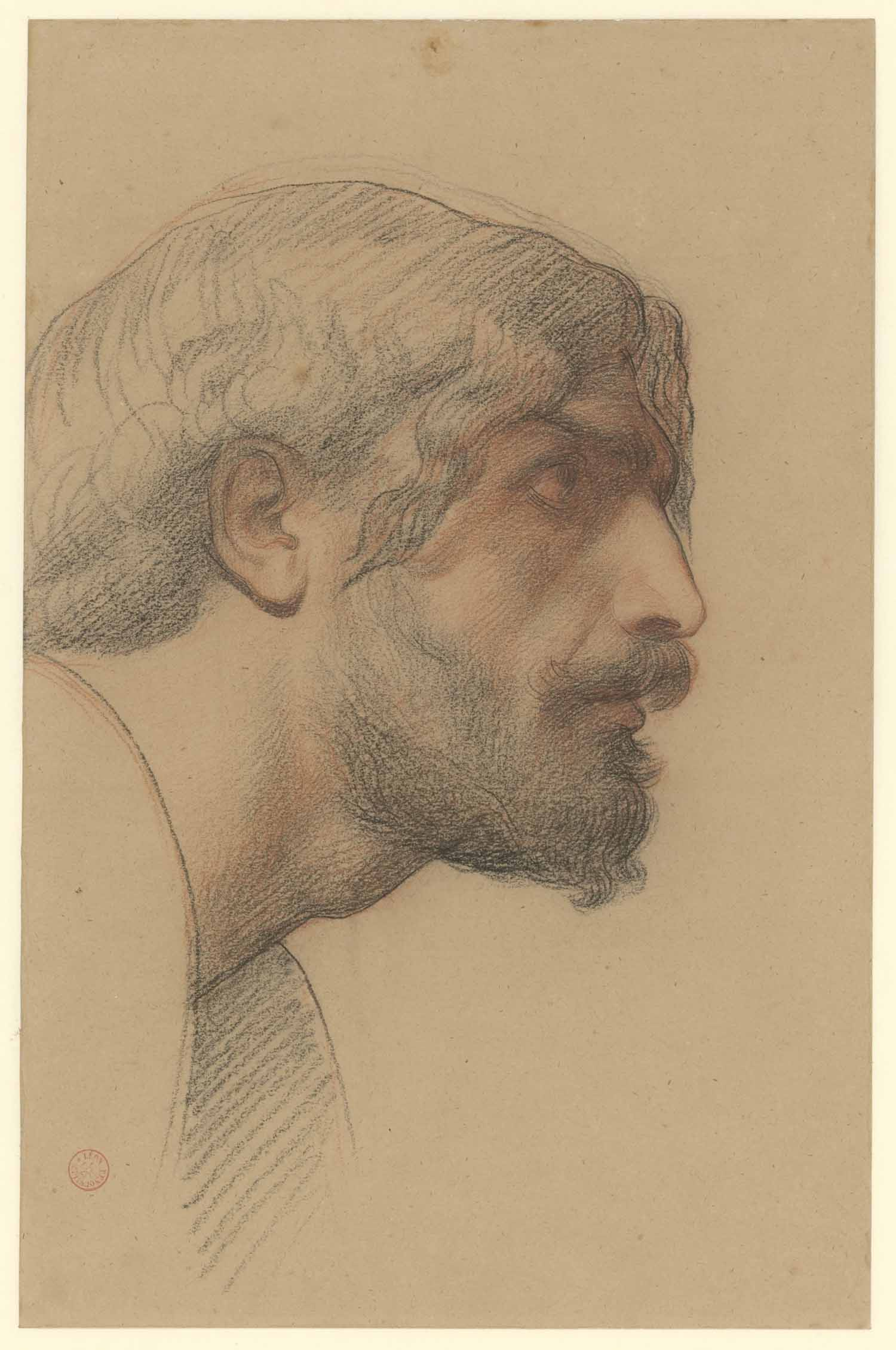
Profil d'homme (vers 1840). Amsterdam, Rijksmuseum.
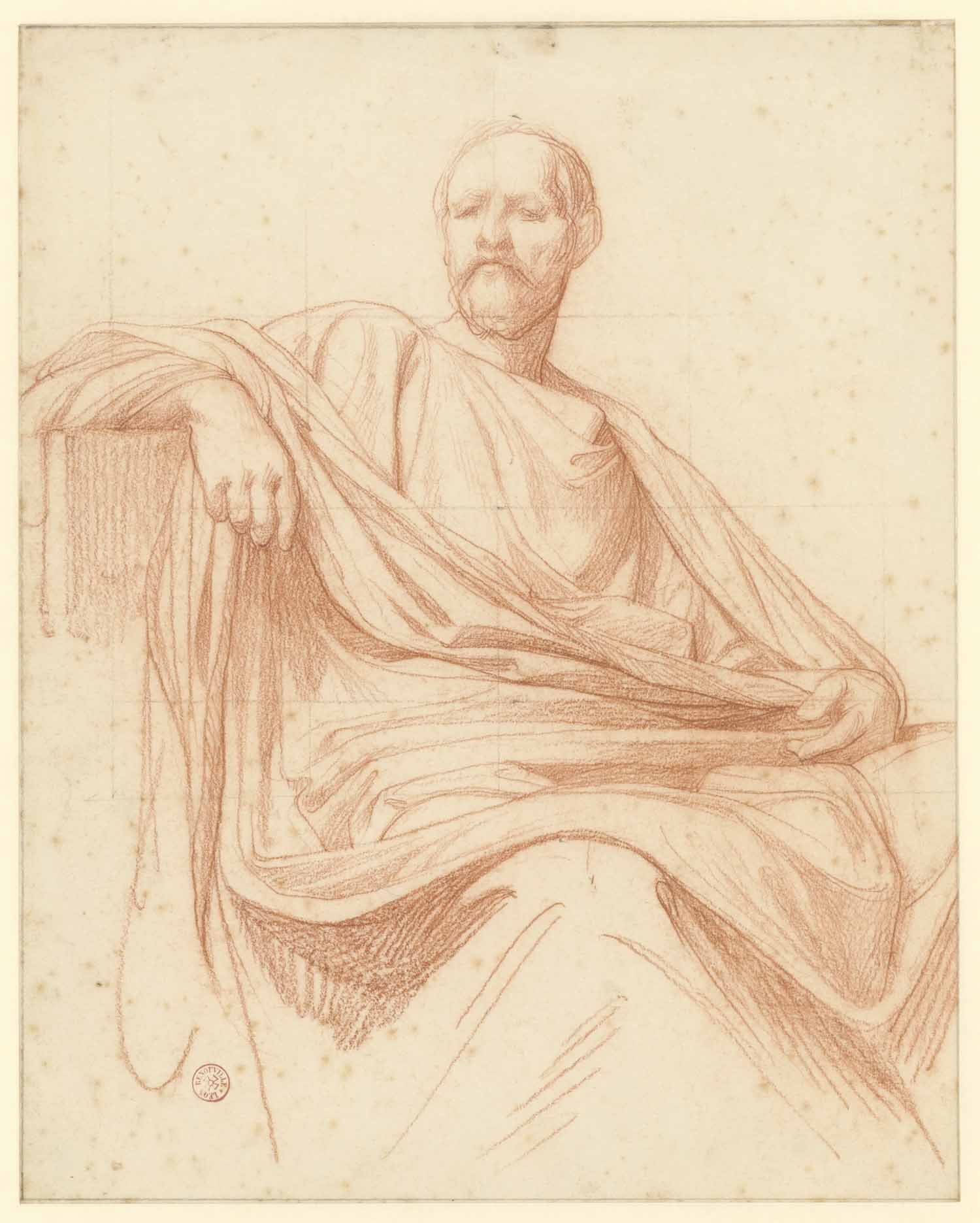
Homme assis (vers 1840). Amsterdam, Rijksmuseum.
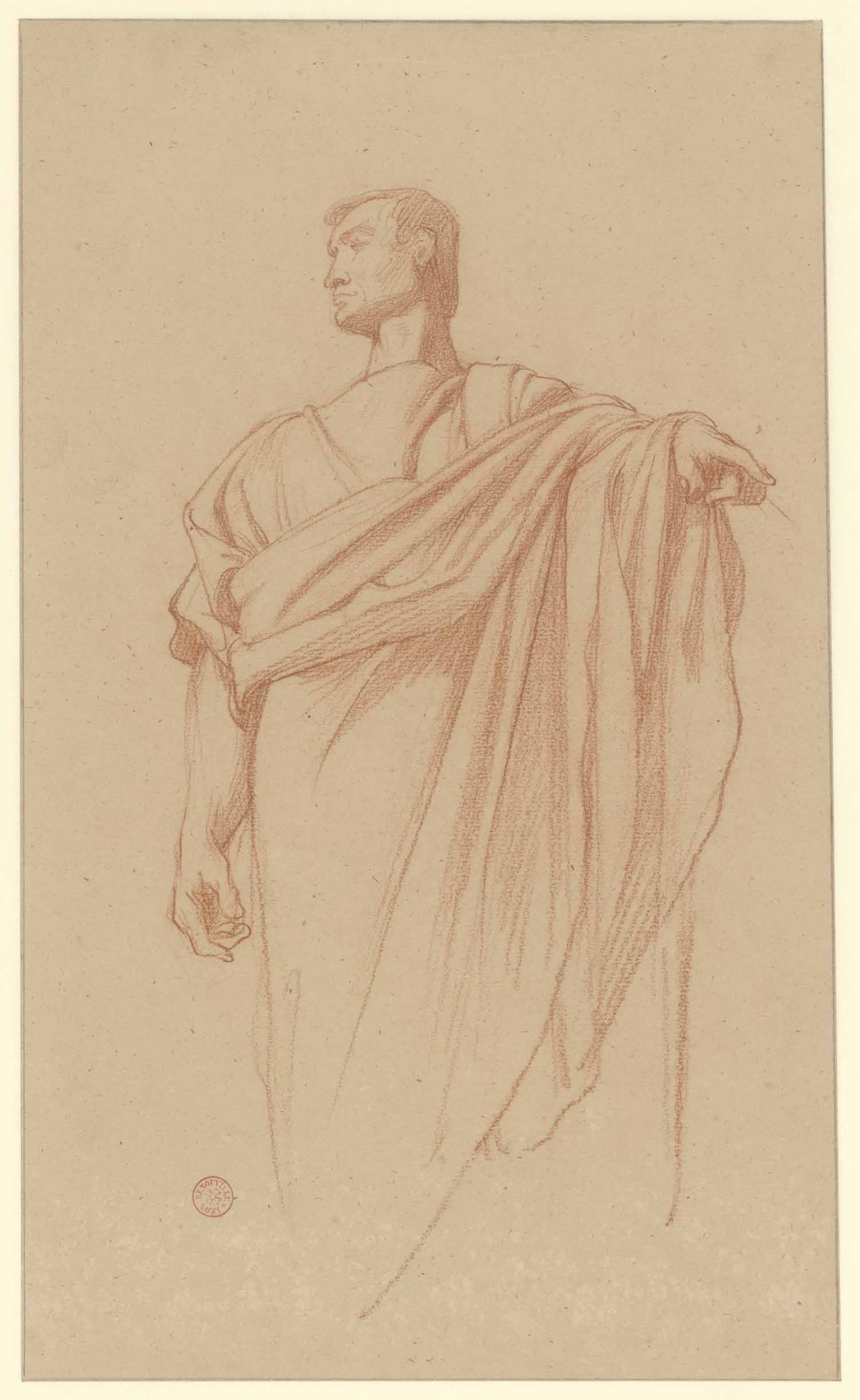
Statue d'homme (vers 1840). Amsterdam, Rijksmuseum.
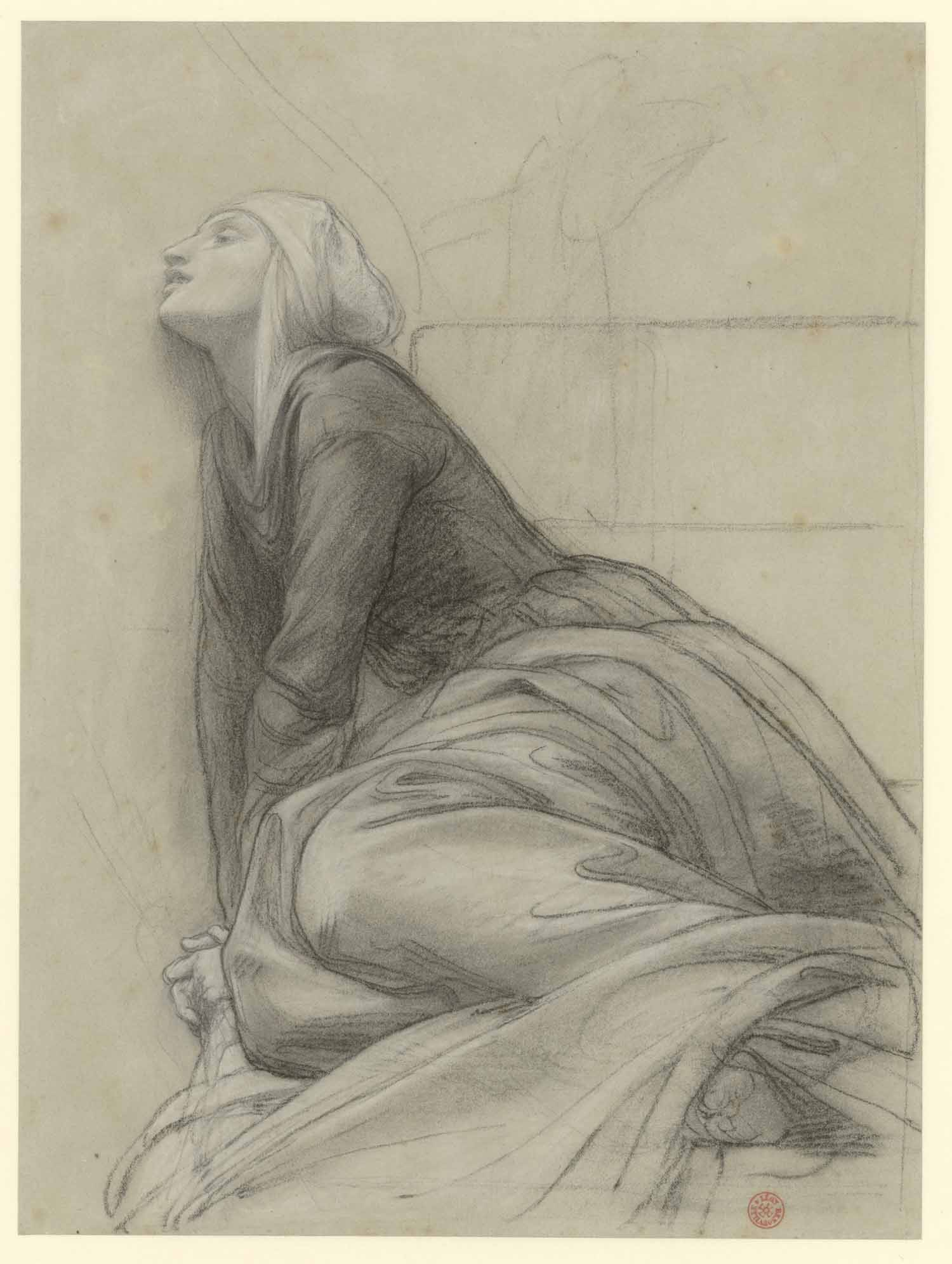
Sainte Catherine de Sienne (vers 1840). Amsterdam, Rijksmuseum.
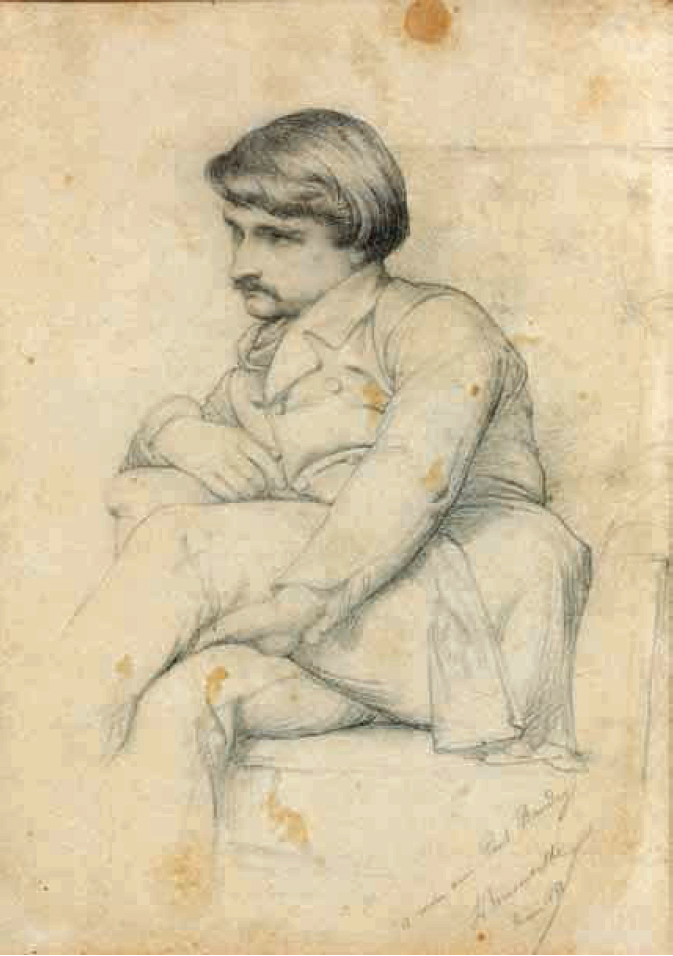
Portrait de Paul Baudry. Localisation indéterminée.

## Odonymie
Une rue du 16e arrondissement de Paris porte son nom.

## Pour approfondir